# Ranunculus menyuanensis
Ranunculus menyuanensis är en ranunkelväxtart som beskrevs av Wen Tsai Wang. Ranunculus menyuanensis ingår i släktet ranunkler, och familjen ranunkelväxter. Inga underarter finns listade i Catalogue of Life.